# 수리남의 국기

수리남의 국기 비율 2:3

수리남의 국기는 1975년 11월 25일 독립과 함께 공식 제정되었다. 초록색, 하얀색, 빨간색, 하얀색, 초록색 가로 줄무늬 가운데에 노란색 별이 그려져 있다. 줄무늬 비율은 2:1:4:1:2이다. 빨강은 사랑과 진보를, 하양은 정의와 평화를, 초록은 풍요로운 국토와 희망을, 노란색 별은 수리남을 구성하는 민족의 단결을 의미한다.
1959년부터 1975년까지는 하얀색 바탕에 서로 다른 5개의 색(검은색, 하얀색, 빨간색, 노란색, 갈색)을 띤 5개의 별이 검은색 고리에 묶여 있는 디자인을 한 기를 사용했다. 5개의 별은 수리남에 거주하는 주요 민족을 의미하는데 아메리카 원주민, 식민 유럽인, 노예 출신 아프리카 흑인, 노동자 출신 동인도인, 자와족, 중국인을 의미한다. 5개의 별을 묶고 있는 검은색 고리는 수리남에 거주하는 여러 민족의 단결을 의미한다.

## 색상
| 색상 | 초록                | 하양                  | 빨강                | 노랑                 |
| ---- | ------------------- | --------------------- | ------------------- | -------------------- |
| RGB  | 55–126–63 (#377E3F) | 255–255–255 (#FFFFFF) | 180–10–45 (#B40A2D) | 236–200–29 (#ECC81D) |

## 여러 가지 기

수리남의 대통령기
네덜란드령 기아나의 기
네덜란드 왕국의 구성국인 수리남의 기 (1959년 ~ 1975년)
네덜란드 왕국의 구성국인 수리남의 총독기 (1966년 ~ 1975년)
수리남의 총리기 (1975년 ~ 1978년)